# Фигарова, Амина Тофик кызы
Амина Тофик кызы Фигарова (азерб. Əminə Tofiq qızı Fiqarova; род. 2 декабря 1964, Баку) — азербайджанский джазовый пианист и композитор.

## Биография
Родилась 2 декабря 1964 года в Баку. По национальности азербайджанка.
Окончила музыкальную школу им. Бюль-Бюля. Уже в школьном возрасте создавала музыку для фортепиано и виолончели. В 1982 году поступила в Бакинскую государственную консерваторию на факультет «фортепианного исполнительства».
В 1987 году стала победительницей конкурса композиторов СССР. 
В 1992 году переехала в Роттердам (Нидерланды). В Роттердаме начала заниматься в качестве джазовой пианистки у Роба ван Крифелда, по вокалу — у американской певицы Коко Йорк. 
Через год записала первый диск «Attraction», составленный исключительно из её композиций. В 1998 году выпустила второй альбом под названием «Another Me», представляющий собой синтез ритмичной музыки и фьюжн. Все композиции из этого альбома были написаны под влиянием джаза, латинских ритмов и регги. 
В 1999 году вышел третий альбом «Firewind», в котором Амина выступила совместно с джаз-септетом. 
Преподавала джазовое искусство в Роттердамской консерватории и Музыкальном колледже Беркли в Бостоне. 
В 1998 году была принята в «Thelonious Monk Jazz Colony» в Аспене (Колорадо).
В 2005 году вышел альбом «Above the Clouds», который вошёл в десятку лучших произведений в чартах американского радио «Jazzweek». Альбом также 5 месяцев был в американских джазовых чартах в первой двадцатке. Альбом был также положительно воспринят критиками:

«…»…Above the Clouds (альбом) доказал, что Фигарова является одной из наиболее важных композиторов, вошедших в джаз в новом тысячелетии…"— (Томас Конрад, Джаз Таймс, ноябрь, 2008 года)

«…»…у Амины Фигаровой грациозный и эрудированный стиль исполнения на фортепиано, но её второй инструмент — её бэнд. Джаз-пианист высшего уровня — Амина Фигарова с её September Suite, Come Escape With Me а теперь ещё и безупречным альбомом Above the Clouds — подтверждает свой высокий уровень композитора-аранжировщика…"— (Дэн МакКленаган, All About Jazz (Все о джазе))

## Выступления
Амина Фигарова, активно выступает со своим джазовым септетом на многих джазовых фестивалях, как в Азербайджане, так и в джаз-клубах мира — в Нидерландах, Бельгии, Люксембурге, Австрии, Германии, Франции, Великобритании, Дании, Израиле, Бахрейне, Объединенных Арабских Эмиратах, Мексике, США, Канаде, Бразилии, Индонезии, Южной Африке, Тунисе, Антильских островах, Хорватии, Италии.